# تئو د یونگ
تئو ده‌یونگ (هلندی: Theo de Jong؛ زادهٔ ۱۱ اوت ۱۹۴۷) یک بازیکن فوتبال اهل هلند است. او در فصل ۸۵-۱۳۸۴ دستیار آری هان، سرمربی تیم پرسپولیس بود.

## تیم ملی
وی همچنین در تیم ملی فوتبال هلند بازی کرده‌است.